# Нью-Берлін (селище, Нью-Йорк)
Нью-Берлін (англ. New Berlin) — селище (англ. village) в США, в окрузі Ченанго штату Нью-Йорк. Населення — 901 особа (2020).

## Географія
Нью-Берлін розташований за координатами 42°37′26″ пн. ш. 75°20′7″ зх. д. / 42.62389° пн. ш. 75.33528° зх. д. (42.623983, -75.335317).  За даними Бюро перепису населення США в 2010 році селище мало площу 2,76 км², уся площа — суходіл.

## Демографія
Згідно з переписом 2010 року, у селищі мешкало 1028 осіб у 402 домогосподарствах у складі 234 родин. Густота населення становила 373 особи/км².  Було 484 помешкання (175/км²).
Расовий склад населення:
| - 97,0 % — білих - 0,8 % — чорних або афроамериканців - 0,3 % — азіатів - 0,2 % — корінних американців |

До двох чи більше рас належало 1,3 %. Частка іспаномовних становила 1,4 % від усіх жителів.
За віковим діапазоном населення розподілялося таким чином: 21,3 % — особи молодші 18 років, 52,1 % — особи у віці 18—64 років, 26,6 % — особи у віці 65 років та старші. Медіана віку мешканця становила 43,4 року. На 100 осіб жіночої статі у селищі припадало 85,6 чоловіків;  на 100 жінок у віці від 18 років та старших — 86,8 чоловіків також старших 18 років.
Середній дохід на одне домашнє господарство  становив 41 328 доларів США (медіана — 31 563), а середній дохід на одну сім'ю — 51 059 доларів (медіана — 38 519). Медіана доходів становила 40 321 долар для чоловіків та 30 938 доларів для жінок. За межею бідності перебувало 22,4 % осіб, у тому числі 36,8 % дітей у віці до 18 років та 9,1 % осіб у віці 65 років та старших.
Цивільне працевлаштоване населення становило 390 осіб. Основні галузі зайнятості: освіта, охорона здоров'я та соціальна допомога — 32,6 %, роздрібна торгівля — 15,6 %, виробництво — 15,4 %.